# Zakrzewiec (Braniewo)
Zakrzewiec (deutsch Vogelsang, Kreis Heiligenbeil, Ostpreußen) ist ein Ort in der polnischen Woiwodschaft Ermland-Masuren und gehört zur Landgemeinde Braniewo (Braunsberg) im Powiat Braniewski (Kreis Braunsberg).

## Geographische Lage
Zakrzewiec liegt im Nordwesten der Woiwodschaft Ermland-Masuren, 13 Kilometer südlich der früheren und heute auf russischem Staatsgebiet gelegenen Kreisstadt Heiligenbeil (russisch Mamonowo) bzw. neun Kilometer östlich der heutigen Kreismetropole Braniewo (deutsch Braunsberg).

## Geschichte
Im Jahre 1361 wurde das damals Vogelsangk und erst nach 1629 Vogelsang genannte Dorf erstmals urkundlich erwähnt. Die Landgemeinde Vogelsang kam 1874 zum neu errichteten Amtsbezirk Grunenfeld (polnisch Gronówko) im ostpreußischen Kreis Heiligenbeil, Regierungsbezirk Königsberg.
In Vogelsang waren im  Jahre 1910 325 Einwohner registriert. Ihre Zahl belief sich im Jahre 1933 auf 315 und im Jahre 1939 auf 305.
Am 1. November 1884 wurde Vogelsang Bahnstation an der neu erbauten Bahnstrecke (Allenstein–) Göttkendorf–Braunsberg. Die Bahnhofsbezeichnung lautete bis 1901 „Vogelsang“, danach bis 1945 „Vogelsang (Ostpreußen)“, und von 1945 bis 1947 „Słowik“. Seither trägt die Station den Namen des neuen Nachbarorts „Grodzie“.
Mit dem gesamten südlichen Ostpreußen kam Vogelsang 1945 in Kriegsfolge zu Polen. Das Dorf erhielt die polnische Namensform „Zakrewiec“ und gehört jetzt zur Gmina Braniewo im Powiat Braniewski, von 1975 bis 1998 der Woiwodschaft Elbląg, seither der Woiwodschaft Ermland-Masuren zugehörig. Zakrzewiec zählt etwa 100 Einwohner.

## Religion
Bis 1945 war Vogelsang in das Kirchspiel der evangelischen Kirche Lindenau (polnisch Lipowina) im Kirchenkreis Heiligenbeil in der Kirchenprovinz Ostpreußen der Kirche der Altpreußischen Union eingegliedert. Mit seiner jetzt überwiegend römisch-katholischen Einwohnerschaft ist Zakzrewiec der bis 1945 evangelischen, jetzt römisch-katholischen Pfarrei in Lipowina im Erzbistum Ermland zugeordnet.

## Verkehr
Durch Zakrzewiec verläuft die verkehrsreich Woiwodschaftsstraße 507 (einstige deutsche Reichsstraße 142), die von Braniewo (Braunsberg) über Pieniężno (Mehlsack) und Orneta (Wormditt) bis nach Dobre Miasto (Guttstadt) führt. Eine von Tolkowiec (Tolksdorf) über Kiersy (Kirschdorf) kommende Nebenstraße endet in Zakrzewiec. 
Das Dorf ist außerdem über einen Landweg mit Grodzie, dem Nachbarort mit Bahnstation, verbunden.